# مظلة هبوط ذهبية

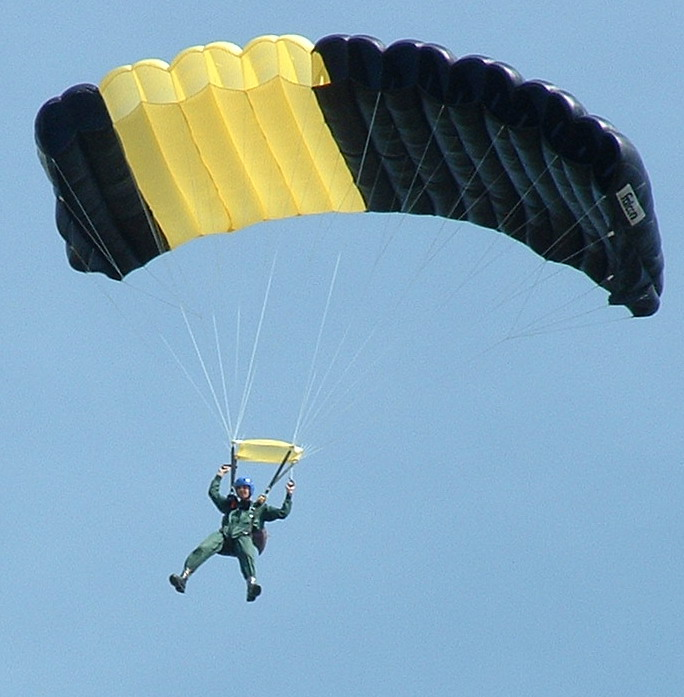

مظلة هبوط ذهبية (أو براشوت ذهبي)، اتفاق يتم بين الشركة وأحد الموظفين (عادةً ما يكون موظف في الإدارة التنفيذية) ينص على أن يحصل الموظف على مكافئات مجزية في حال إنهاء العقد. في بعض الأحيان يجب أن تنطبق شروط معينة من أجل تحقيق الاتفاقية، إلا أنه عادة لا يذكر سبب لإنهاء الاتفاقية.
في الآونة الأخيرة، استخدم المصطلح لوصف حزمة تعويضات الرئيس التنفيذي (وغيره من المدراء التنفيذيين) غير المرتبطة بالتغيير في ملكية الشركة (ويعرف هذا أيضاً بالمصافحة الذهبية). قد تشمل الفوائد مكافأة نهاية الخدمة، مكافأة نقدية، خيار الأسهم، أو فوائد أخرى.